# Liste der Bodendenkmale in Großschönau (Sachsen)
In der Liste der Bodendenkmale in Großschönau sind die Bodendenkmale der Gemeinde Großschönau und ihrer Ortsteile nach dem Stand der Auflistung von Harald Quietzsch und Heinz Jacob aus dem Jahr 1982 aufgelistet. Eventuelle Änderungen und Ergänzungen, insbesondere aus der Zeit nach der Wende, sind nicht berücksichtigt, da für Sachsen aktuell keine neueren allgemein zugänglichen Bodendenkmallisten vorliegen. Die Baudenkmale sind in der Liste der Kulturdenkmale in Großschönau (Sachsen) aufgeführt.
| Denkmal-ID | Fundart            | Ortsteil    | Bezeichnung          | Zeitstellung | Lage                                  | Bemerkungen | Bild |
| ---------- | ------------------ | ----------- | -------------------- | ------------ | ------------------------------------- | --- | ---- |
| ?          | Befestigung > Burg | Großschönau | Wasserburg „Am Hofe“ | Mittelalter  | im Ort, nördliche Mandau-Aue, Am Hofe | oberflächlich stark verändert, Innenfläche teilweise überbaut, graben verebnet, Schutz seit 8. November 1935, erneuert 1. Februar 1959 |      |